# Timothée Trimm

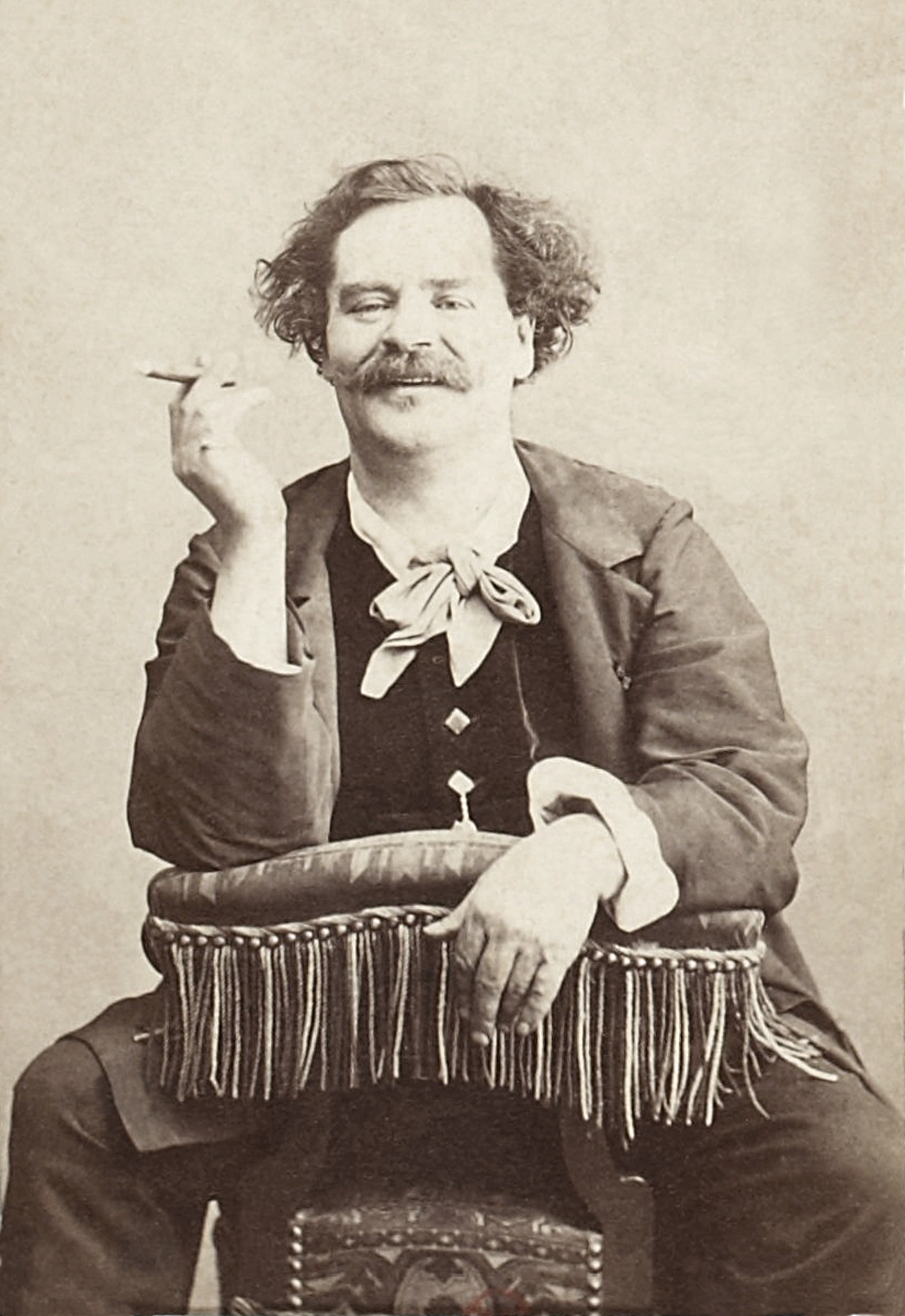
Timothée Trimm

Timothée Trimm (pseudonym för Antoine Joseph Napoléon Léo Lespès), född den 18 juni 1815, död den 22 april 1875, var en fransk tidningsman.
Trimm tjänstgjorde 1832-40 som soldat och korpral vid ett zuavregemente, men ägnade sig sedermera med iver åt pressens tjänst och romanskriveri. Jämte bankiren Millaud uppsatte han 1862 "Le petit journal", som inom få år till följd av hans bidrag vann en spridning av 300 000 exemplar. Han skrev där ett kåseri om dagen, avsett för den stora publiken, och utövade ett vidsträckt inflytande. År 1869 övergick Trimm till "Le petit moniteur" och skrev där mot ett ofantligt honorar (man uppger ända till 100 000 francs årligen) två krönikor om dagen. Trimm utgav i bokform bland annat Histoires roses et noires (1842), Paris dans un fauteuil (1854) och Promenades dans Paris (1867).